# 川の駅新湊
川の駅新湊（かわのえきしんみなと）は、富山県射水市立町1-26に所在する施設である。内川沿いに所在し、指定管理者のNPO法人『水辺のまち新湊』が管理・運営している。

## 概要
新湊地区中心部に観光客を呼び込む目的で、国のまちづくり交付事業として、2008年（平成20年）6月から工事を始め（起工式は同年7月8日）、2009年（平成20年）3月に完成、同年4月26日にオープンした。総工費は1億8900万円。
2階建てで延床面積559m2。2階の吹き抜け部分をガラス張りにした展示室に紺屋町の花山と中町の提灯山の2基の新湊曳山を展示している（いずれも開館当時）。1階が売店、2階が曳山パネルの展示、囃子の練習など多目的に使用できるギャラリー、カフェレストラン（外のデッキから内川が眺められる）。デッキの軒下を利用して朝市、昼市も開催される。
また、新湊観光船の乗船口も整備されている。

## 営業時間
9時 - 21時（カフェは9時 - 18時）、2月1日 - 2月29日は9時 - 18時。毎月第4水曜日休館（祝祭日の場合翌日、カフェは毎週水曜日休館）

## 周辺
- 海王丸パーク
- 新湊大橋
- 新湊きっときと市場
- クロスベイ新湊

## アクセス
- 万葉線新町口駅から徒歩8分[3]。
- 北陸自動車道小杉ICから車で約25分[3]。